# Music to Watch Boys To
'Music to Watch Boys To» —en español: «Música para ver a los chicos» — es una canción interpretada por la cantante estadounidense Lana Del Rey, perteneciente a su tercer álbum de estudio Honeymoon. Fue lanzado como el segundo sencillo oficial de su tercer álbum de estudio.
Fue escrita por Del Rey junto a Rick Nowels. Fue publicado mundialmente el 11 de septiembre de 2015, vía descarga digital.

## Antecedentes
Del Rey primero mencionó que la canción era un título potencial para el álbum en junio de 2014. El 2 de enero de 2015, Del Rey reveló más acerca de la canción, elaborando que ella la escribió como una película visual diciendo: «el título (de la canción) es una visión de las sombras del hombre pasando por a través de los ojos de una chica, su cara. Definitivamente puedo ver esas cosas». La canción originalmente fue vista como el primer sencillo del álbum. 
Un fragmento de la canción apareció junto a «Terrence Loves You», «Freak» y «High by the Beach» en el sampler del álbum que Del Rey subió en su cuenta de YouTube el 8 de septiembre de 2015.  El 9 de septiembre, Del Rey posteó la carátula del sencillo en las redes sociales anunciando que la canción sería lanzada en esos días en Beats 1 Radio. Finalmente la canción se lanzó como el segundo sencillo el 11 de septiembre de 2015.

## Posicionamiento en listas
| Chart (2015)                   | Peak position |
| ------------------------------ | ------------- |
| Francia (SNEP)                 | 117           |
| Reino Unido (UK Singles Chart) | 186           |